# 交響曲A (ハイドン)
交響曲「A」変ロ長調 Hob.I:107は、フランツ・ヨーゼフ・ハイドンが作曲した交響曲。ホーボーケン番号に従って「交響曲第107番」とも呼ばれる。
自筆楽譜は残っていないので正確な作曲年は不明だが、初期の交響曲のひとつである。フュルンベルク・コレクションにハイドン本人によって強弱の指定が加筆された信頼性の高い筆写譜が残っており、このコレクションに含まれる交響曲はすべてハイドンがエステルハージ家に仕える前に作曲されたと考えられることから、ハイドンがボヘミアのモルツィン伯爵に仕えていた時期（1757-1760年ごろ）の作と考えられる。
もともと交響曲として作られたものだが、管楽器を除いた版が1764年にシュヴァルディエル(Louis-Balthazar de La Chevardière)によって出版された6曲からなる弦楽四重奏曲集のひとつ（作品1の5、Hob.III:5）として含められ、19世紀はじめにパリのプレイエルによって編纂されたハイドン弦楽四重奏曲全集や、ハイドン作品目録(HV)でもこの分類が引きつがれたため、ながらく弦楽四重奏曲と考えられていた。1950年代にランドンによって実際は交響曲であることが明らかにされた。
初期の交響曲に多い、メヌエットを欠く急-緩-急の3楽章形式を取る。ただし、他の初期の交響曲が3⁄8拍子で終わるのに対し、本曲の最終楽章は6⁄8拍子になっているところがやや異例である。

## 楽器編成
- オーボエ2、ホルン2、第一ヴァイオリン、第二ヴァイオリン、ヴィオラ、低音（チェロ、ファゴット、コントラバス）

## 構成

### 第1楽章 Allegro
3⁄4拍子、ソナタ形式。第1主題は分散和音からはじまり、弦楽器のトレモロでヘ長調に転ずる。展開部は第1ヴァイオリンと第2ヴァイオリンのかけあいで始まる。

### 第2楽章 Andante
変ホ長調、2⁄4拍子、ソナタ形式。初期ハイドンの交響曲の通例に従って弦楽器のみで演奏され、第1ヴァイオリンによって極端な跳躍音程の多い旋律が演奏される（「sempre piano」と指定されている）。

### 第3楽章 Allegro molto
6⁄8拍子、ソナタ形式。ごく単純な楽曲であり、再現部もほぼ提示部をなぞって進行する。最後に短いコーダが附属する。